# سده ۲۸ (پیش از میلاد)
(سده بیست‌ونهم پ.م. - سده بیست‌وهشتم پیش از میلاد مسیح - سده بیست‌وهفتم پ.م. - سده‌های دیگر)
قرن بیست و هشتم پیش از میلاد، قرنی بود که از سال ۲۸۰۰ پیش از میلاد تا ۲۷۰۱ پیش از میلاد ادامه یافت.

## رخدادها
- حدود ۲۸۰۰ تا ۲۷۰۰ پیش از میلاد: نوازنده چنگ نشسته، اهل کِروس، کیکلادها، ساخته شد. این ساز اکنون در موزه هنر متروپولیتن، نیویورک قرار دارد.
- ۲۷۷۵-۲۶۵۰ (پیش از میلاد)؛ دومین جنگهای دودمانی در مصر باستان
- ۲۷۵۰ (پیش از میلاد)؛ آغاز دومین دوره دودمانی آغازین در میانرودان
- حدود ۲۷۵۰ پیش از میلاد: پایان تخمینی فرهنگ کوکوتنی-تریپلی در منطقه رومانی، مولداوی و جنوب غربی اوکراین امروزی.[۱]
- ۲۷۱۵ (پیش از میلاد)؛ پادشاهی کهن در مصر باستان آغاز گشت.

## چهره‌های برجسته
- فو هسی فرمانروای افسانه‌ای چین
- نوح (برپایه گاهشماری یهودی)

## نوآوری‌ها، یافته‌ها، آشنایی‌ها
- نزدیک به ۲۷۵۰ (پیش از میلاد)؛ آغاز تپه سلبوری.
- شهر صور (Tyre) طبق گفته هرودوت در سال ۲۷۵۰ پیش از میلاد تأسیس شد.[۲]